# Yūko Tsushima
Yūko Tsushima (jap. 津島 佑子 Tsushima Yūko), właściwie Satoko Tsushima (jap. 津島 里子 Tsushima Satoko; ur. 30 marca 1947 w Mitace – zm. 18 lutego 2016 w Tokio) – japońska pisarka, eseistka i krytyczka, zdobywczyni wielu japońskich nagród literackich, m.in. Nagrody Yomiuri. Jej książki zostały przetłumaczone na kilkanaście języków.

## Życiorys

### Rodzina
W 1948 roku jej ojciec, Osamu Dazai (właśc. Shūji Tsushima), słynny japoński pisarz, popełnił samobójstwo z kochanką. Jego historia pojawia się w dziełach przyszłej pisarki. Miała starszą o 5 lat siostrę, Sonoko. Jej starszy brat, Masaki, zmarł na zapalenie płuc w 1960 roku. W dzieciństwie i młodości uczyła się gry na fortepianie, a edukację zdobywała w szkole misji katolickej. 
W 1970 roku wyszła za mąż. Dwa lata później urodziła córkę. W 1975 odbyła swoją pierwszą zagraniczną podróż: do Paryża. W 1976 roku urodziła syna i niedługo potem rozwiodła się. W 1985 roku, z powodu zaburzeń oddechu, jej syn zmarł.

### Twórczość
Twórczość Tsushimy można podzielić na dwa okresy. Jej wcześniejsze powieści i opowiadania eksperymentują z konwencjami I-fiction, dominującego stylu narracyjnego japońskiej prozy. Gatunek ten cechuje medytacyjny głos z perspektywy pierwszej osoby, koncentracja na intymnych związkach między postaciami oraz zainteresowanie zatarciem granicy między faktem a fikcją. Późniejsze prace Tsushimy są bardziej formalnie odważne i wyraźnie polityczne. Liczą się z japońską kulturową pamięcią o imperium, wojnie i wywłaszczeniu oraz rozważają wpływ władzy państwa na ludzi. 
Dzieła Tsushimy łączy wiele tendencji i tematów estetycznych. Często występują w nich samotne matki i inne postacie marginalizowane w japońskim społeczeństwie. Zajmowała się tematyką porzucenia, trudności gospodarczych i autonomii kobiet. Jej powieści wypełniają lukę między tym co osobiste a polityczne, badając aktualne problemy w Japonii z perspektywy codziennego życia kobiet.  
Współtworzyła – jako członkini redakcji od 1966 roku – prywatny, szanowany w całym kraju, magazyn literacki „Bungei Shuto”.   
Od 1972 jej twórczość była nagradzana: m.in. w październiku 1986 r. jej powieść Ścigana światłami nocy (jap. Yoru no hikari ni owarete) zdobyła literacką Nagrodę Yomiuri. 
W 1991 roku przyłączyła się do protestów przeciwko wojnie w Zatoce Perskiej. Tego samego roku wyjechała do Paryża, gdzie wykładała japońską literaturę i prowadziła seminarium na temat Ajnów. W 1992 roku wygłaszała wykłady na uniwersytetach amerykańskich. 
Zmarła w Tokio na raka płuc w 2016 roku

## Powieści, opowiadania, eseje
- Kitsune wo haramu  (W ciąży z lisem, 1972)
- Waga chichi-tachi (Nasi ojcowie, 1975)
- Mugura no haha (Matka jak pełzająca roślina, 1975)
- Kusa no fushido (Legowisko z traw, 1977)
- Tōmei kūkan ga mieru toki (Kiedy widać przezroczyste powietrze, 1977)
- Yorokobi no shima (Wyspa radości, 1978)
- Chōji (Dziecię fortuny, 1978)
- Yoru no tī pāti (Wieczorna herbatka, 1979)
- Hyōgen (Kra, 1979)
- Hikari no ryōbun (Obszar światła, 1979)
- Saigo no shuryō (Ostatnie polowanie, 1979)
- Moeru kaze (Palący wiatr, 1980)
- Yoru to asa no tegami (Listy wieczorne i poranne, 1980)
- Yama o hashiru onna (Kobieta zbiegająca z góry, 1981)
- Shōsetsu no naka no fūkei (Pejzaż z powieści, 1982)
- Suifu (Podwodna kraina, 1982)
- Watashi no jikan (Mój czas, 1982)
- Hi no kawa no hotori de (Nad brzegiem rzeki ognia, 1983)
- Danmari ichi (Cichy targ, 1984)
- Ōma monogatari (Opowieści o zmierzchu, 1984)
- Osanaki hibi e (Dni dzieciństwa, 1986)
- Yoru no hikari owarete (Ścigana światłami nocy, 1986)
- Mahiru e (Na południe, 1988)
- Yume no kiroku (Zapis snów, 1988)
- Hon no naka no shojo-tachi (Dziewczęta w literaturze, 1989)
- Kusamura (Gąszcz, 1989)
- Ise Monogatari, Tosa Nikki - oten no tabi 2 (Ise Monogatari, Tosa Nikki – podróże z klasyką, cz. 2, 1990)
- Afureru haru (Pełnia wiosny, 1990)
- Oi naru yume yo, hikari yo (Wielkie sny, światło, 1991)
- Utsuho monogatari - shōnen shōjo koten bungakukan (Utsuho monogatari – klasyczna literatura dla młodzieży, 1992)
- Kagayaku mizu no jidai (Czas błyszczącej wody, 1994)[1]
- Watashi (Ja, 1999); polskie tłumaczenie jako: Jestem, tęsknię, mówię; 2018, PIW[7][4]
- Warami ookami (Śmiejący się wilk, 2001)[8]; polskie tłumaczenie jako: Uśmiechnięty wilk; 2023, PIW[9]
- Nara repōto (Raport o Nara, 2004)[10]
- Yamaneko dōmu (Kopuła żbika, 2013)[10][11]

## Nagrody i nominacje
1972 – nominacja do Nagrody Akutagawy za powieść W ciąży z lisem (jap. Kitsune wo haramu)
- 1975 – Nagroda Tamury Toshiko za zbiór opowiadań Matka jak pełzająca roślina (Mugura no haha)
- 1977 – Nagroda Literacka Izumiego Kyōki[1] za zbiór opowiadań Legowisko z traw (Kusa no fushido)
- 1978 – Nagroda Literatury Kobiet za Dziecię fortuny [Chōji]
- 1979 – Literacka Nagroda Nomy (Noma Bungeishō)[1]
- 1983 – Nagroda Kawabaty za opowiadanie Cichy targ (Danmari ichi)[1]
- 1986 – literacka Nagroda Yomiuri za powieść Ścigana światłami nocy (Yoru no hikari ni owarete)[1][12]
- 1988 – Nagroda Literacka Hirabayashi Taiko za zbiór opowiadań Na południe (Mahiru e)
- 1998 – 34. Nagroda Tanizakiego za powieść Góra ognia: Konto dzikiej małpy (Hi no yama – yamazaruki)
- 1998 – 51. Nagroda Nomy – j.w.[12]
- 2001 – 28. Nagroda Osaragiego Jirō za powieść Śmiejący się wilk (Warami okami)[8][13]
- 2005 – Nagroda literacka im. Murasaki Shikibu (Murasaki Shikibu Bungakushō) za Raport o Nara (Nara repōto)